# Příbram VII
Příbram VII je část města Příbram v okrese Příbram ve Středočeském kraji. Je zde evidováno 526 adres. V roce 2011 zde trvale žilo 10 906 obyvatel.
Příbram VII leží v katastrálních územích Příbram o výměře 14,33 km² a Březové Hory o výměře 2,47 km².
Příbram VII se nachází v jihozápadní části města, jižně od částí Příbram IV a Příbrami VI-Březové Hory, severně od částí Příbram VIII a Příbram V-Zdaboř. Je tvořena sídelními jednotkami Zimní stadión, Březové Hory-sever, Březové Hory-jih a Březové Hory-západ II. Nachází se zde aquapark a zimní stadión, Divadlo A. Dvořáka s kinem, gymnázium a základní škola, náměstí 17. listopadu, náměstí Fráni Kučery.
Typické domy jsou zde menší „bytovky“ a velké paneláky. Místní název pro tuto čtvrť města je „Příbram, Sídliště“.

## Historie
Příbram VII vznikla k 1. lednu 1980 jako část města Příbram ve stejnojmenném okrese.

## Obyvatelstvo
| Rok            | 1869 | 1880 | 1890 | 1900 | 1910 | 1921 | 1930 | 1950 | 1961 | 1970   | 1980   | 1991   | 2001   | 2011   | 2021   |
| -------------- | ---- | ---- | ---- | ---- | ---- | ---- | ---- | ---- | ---- | ------ | ------ | ------ | ------ | ------ | ------ |
| Počet obyvatel | 0    | 0    | 0    | 0    | 0    | 0    | 0    | 0    | 0    | 16 207 | 16 630 | 14 004 | 12 944 | 10 906 | 10 135 |
| Počet domů     | 0    | 0    | 0    | 0    | 0    | 0    | 0    | 0    | 0    | 443    | 488    | 489    | 489    | 491    | 492    |